# Лос Бариос
Лос Бариос (шп. Los Barrios) град је у Шпанији у аутономној заједници Андалузија у покрајини Кадиз. Према процени из 2017. у граду је живело 23 316 становника.

## Становништво
Према процени, у граду је 2017. живело 23 316 становника.
| 2017.  |
| ------ |
| 23.316 |